# アイダホ国立研究所

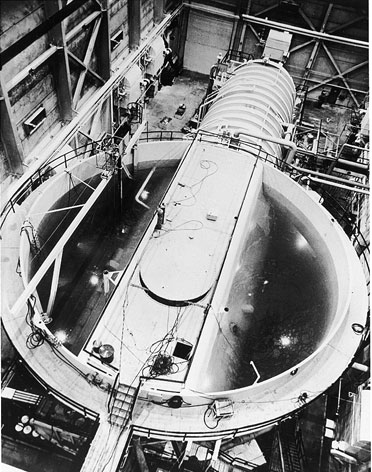
原子炉（原子力潜水艦USSノーティラス用S2W）

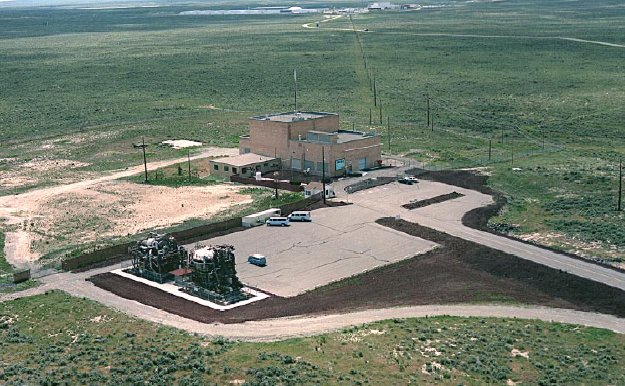
最初の試験炉

アイダホ国立研究所（英文名称:Idaho National Laboratory）は、アメリカ合衆国エネルギー省傘下の研究所である。アイダホ州アイダホフォールズの西方50キロメートルの高地砂漠にあり、2,305平方kmの敷地を持つ。

## 概要
原子力開発とエネルギー関連環境技術開発に取り組んでおり、原子炉、核燃料サイクル、エネルギー関連技術の研究・開発と実証実験が進められている。
原子力開発として、先進試験炉(Advanced Test Reactor:ATR)による原子炉材料研究、新型核燃料、再処理技術、原子力電池の研究が進められている。
エネルギー関連環境技術として、低炭素排出のエネルギーシステム、環境保全技術、水資源確保の研究開発が進められている。

## 沿革
- 1949年 国立原子炉試験場(NRTS：National Reactor Testing Station)として発足。
- 1977年 アイダホ国立技術研究所(Idaho National Engineering Laboratory)に改組。
- 1997年 アイダホ国立工学環境研究所(INEEL:Idaho National Engineering Environment Laboratory)に改組。
- 2005年 アイダホ国立研究所に改称。